# Zone de protection du paysage d'Utladalen
La zone de protection du paysage d'Utladalen (en norvégien Utladalen landskapsvernområde) est une aire protégée situé autour de la vallée d'Utladalen, dans le massif de Jotunheimen, en Norvège. Elle couvre 314 km2, à cheval sur les communes d'Årdal et Luster dans le comté de Sogn og Fjordane. Elle a été créée en 1980, en même temps que le parc national de Jotunheimen avec qui elle partage une frontière, afin de préserver la nature exceptionnelle de la vallée, mais aussi le paysage culturel, avec en particulier la tradition agricole dans la vallée. Outre la vallée d'Utladalen, la zone comprend aussi ses vallées secondaires, formant des vallées suspendues de part et d'autre de la vallée principale. Les cours d'eau de ces vallées suspendues forment un grand nombre de chutes d'eau, qui constituent une des attractions principales de la vallée, donc en particulier Vettisfossen, l'une des plus hautes du pays avec une chute libre de 275 m. Finalement, la vallée est l'une des destinations touristiques les plus prisées dans le massif.